# Lawrence Leslie Cadan
Lawrence Leslie Cadan (Murchison, 25 november 1919 - aldaar, 2004) was een Australische luchtmachtpiloot die wegens zijn acties, tijdens de Tweede Wereldoorlog en de Koreaanse Oorlog, meerdere onderscheidingen ontving. Waaronder het Nederlandse Vliegerkruis. Naast medailles ontving hij tweemaal een Dagorder, deze werden onder andere gepubliceerd in de London Gazette.

## Onderscheidingen

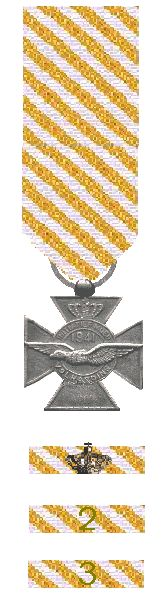
Vliegerkruis 1 januari 1945[4] - Luitenant bij de RAF 2nd Tactical Air Force.
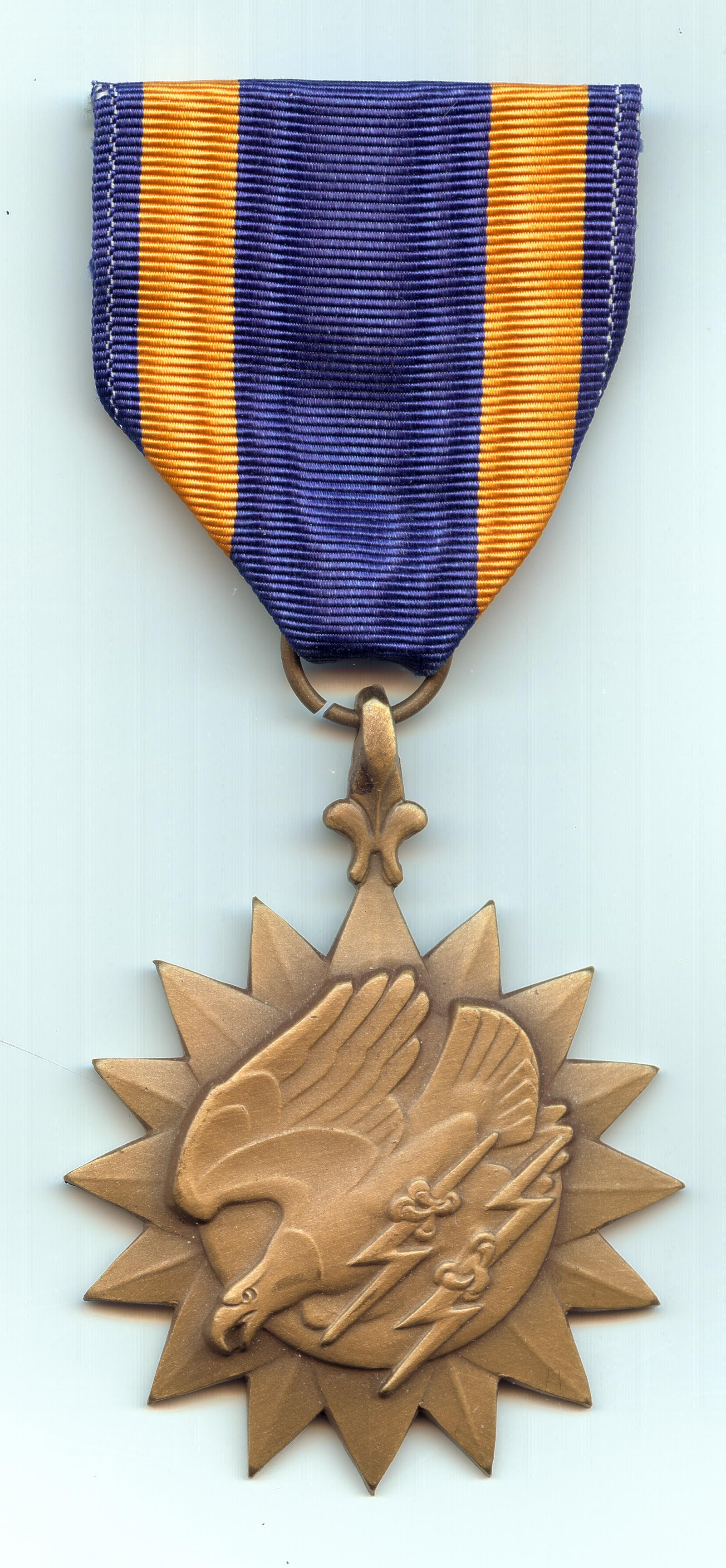
Air Medal 30 november 1953 - Luitenant bij de RAAF No. 77 Squadron.
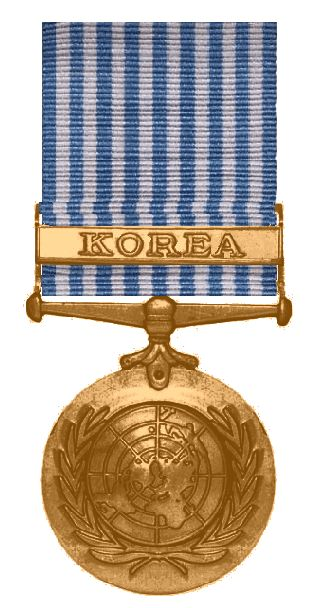
Koreamedaille van de Verenigde Naties Datum onbekend

En tevens de Australian Active Service Medal 1945–1975 (Datum onbekend)